# Jerome Bruner
Jerome Seymour Bruner (født 1. oktober 1915, død 5. juni 2016) var en amerikansk forsker og psykolog. Han har især beskæftiget sig med områder som kognitiv psykologi, uddannelse og læringsteorier i pædagogisk psykologi. Han stod blandt andet for en socialkonstruktivistisk tilgang i bogen Mening i handling.

## Bøger
- Bruner, Jerome (1986): Actual Minds, Possible Worlds,Harvard University Press, 1986.
- Bruner, Jerome (1990): Acts of Meaning, Harvard University Press, 1990.
- Bruner, Jerome (1999): Mening i handling. Klim
- Bruner, Jerome (2014): Uddannelseskulturen. Gyldendal